# 麥克盧爾 (伊利諾伊州)
麥克盧爾（英語：McClure）是位於美國伊利諾伊州亞歷山大縣的一個村落。

## 地理
麥克盧爾的座標為37°19′04″N 89°25′53″W / 37.31778°N 89.43139°W，而該地最高點為海拔高度103米（即338英尺）。

## 人口
根據2010年美國人口普查的數據，麥克盧爾的面積為4.00平方千米，當中陸地面積為4.00平方千米，而水域面積為0.00平方千米。當地共有人口402人，而人口密度為每平方千米100人。